# Noa Cochva
Noa Cochva, née le 19 février 1999 à Yehud, Israël, est une mannequin israélienne, qui a été couronnée lors du concours Miss Israël 2021. En tant que Miss Israël, Cochva représentera Israël à Miss Univers 2021 à Eilat, en Israël.

## Biographie
Cochva est née le 19 février 1999 et vit à Yehud, Israël. Son père était pilote et commandant d'escadron tandis que sa mère était lieutenant-colonel dans l'armée de l'air. Elle a servi dans les Forces de défense israéliennes en tant que commandant dans un cours de médecine. Après son service militaire, elle a conservé les lettres qu'elle a reçues de ses camarades.

## Participation au concours de beauté
Le 24 octobre 2021, Cochva a affronté 11 autres finalistes du concours Miss Israël 2021 à Tel Aviv, où elle a remporté le titre. A l'issue de l'événement, elle a succédé à la Miss Israël 2020 sortante Tehila Levi. En tant que Miss Israël, Cochva a représenté Israël au concours Miss Univers 2021 qui se déroule à Eilat, en Israël,.